# أندو ريدي
أندو ريدي (بالإنجليزية: Ando Reddy) (مواليد 18 يناير 1933) هو ملاكم آيرلندي، مثّل بلاده في الألعاب الأولمبية الصيفية في دورتي 1952 و1960.

## روابط خارجية
- أندو ريدي على موقع أوليمبيديا (الإنجليزية)